# ROCS Thành Công (PFG2-1101)
ROCS Cheng Kung (成功, PFG2-1101) là chiến đầu tiên trong tám tàu loại tàu khu trục lớp Thành Công. Tên tàu có nguồn gốc theo Trịnh Thành Công, là nhà lãnh đạo quân sự, chính trị của triều Nam Minh, sinh tại Hirado, Nhật Bản, cha là Trịnh Chi Long một hải tặc/thương nhân và mẹ là người Nhật. "Thành Công" là loại tàu khu trục nhỏ được sản xuất theo mẫu của Tàu khu trục lớp Oliver Hazard Perry của Hải quân Hoa Kỳ. Bắt đầu đóng từ ngày 2 tháng 12 năm 1990 và hạ thủy vào ngày 27 tháng 10 năm 1991, Thành Công được đưa ra sử dụng vào ngày 7 tháng 5 năm 1993. Tất cả những chiếc FFG của Đài Loan đều có chiều dài của thân sau dài hơn Oliver Hazard Perry, nhưng có một vũ khí khác nhau và thiết bị điện tử phù hợp.
Để kiểm soát các hệ thống vũ khí khác nhau trên tàu mà Mk 92 không thể tích hợp vào, một chiếc CDS thế hệ thứ hai, H930 MCS đã được lắp đặt trên tất cả tám tàu để điều khiển 8 HF-2 (hoặc 4 HF-2 và 4 HF -3 trên PFG-1101 và PFG-1105) và súng 2 x Bofors 40mm/L70 (ngoại trừ PFG-1110). Phần còn lại của tàu trong lớp này sẽ nhận được 4 HF-3 khi đại tu lớn của tàu.

## Tàu chiến lớpThành CôngcủaHải quân Trung Hoa Dân Quốc
Tàu chiến lớp Thành Công: Đài Loan-tự đóng. Lúc đầu là tám chiếc tàu được trang bị tám tên lửa chống hạm Hsiung Feng II, hiện nay tất cả những chiếc PFG-1103 đều mang bốn chiếc HF-2 và bốn chiếc AShM siêu thanh HF-3. PFG-1103 Cheng Ho sẽ thay đổi hỗn hợp chống tàu khi đại tu lớn. Bảy trong số tám tàu đã bổ sung thêm súng Bofors 40 mm/L70 cho cả việc sử dụng bề mặt và trên không. Ngày 5 tháng 11 năm 2012 Bộ trưởng Bộ Quốc phòng Kao tuyên bố chính phủ Hoa Kỳ sẽ bán Đài Loan hai tàu khu trục nhỏ Perry sắp sửa rời khỏi Hải quân Hoa Kỳ với chi phí 240 triệu đô la Mỹ để được trang bị và đưa vào sử dụng vào năm 2015. Hai tàu khu trục khác, tàu USS Gary (cũ) và tàu USS Taylor (cũ) sẽ được kích hoạt lại và chuyển giao sang Đài Loan. Vào tháng 7 năm 2016, Hải quân Hoa Kỳ đã trao một hợp đồng trị giá 74 triệu đô la cho công ty VSE có trụ sở tại Virginia để thực hiện công việc. Theo hợp đồng, VSE có 16 tháng để hoàn thành công việc. Bộ Ngoại giao Hoa Kỳ chính thức chấp thuận bán cả hai con tàu với giá 190 triệu đô la vào tháng 3 năm 2016.